# Sciapus oscillans
Sciapus oscillans är en tvåvingeart som beskrevs av Octave Parent 1935. Sciapus oscillans ingår i släktet Sciapus och familjen styltflugor. Inga underarter finns listade i Catalogue of Life.